# ITunes Festival: London 2012
《iTunes Festival: London 2012》는 잉글랜드와 아일랜드의 보이 밴드 원 디렉션의 라이브 익스텐디드 플레이로, 2012년 9월 20일에 발매되었다. 총 6곡이 수록되어 있으며, 아이튠즈에서 디지털로 다운로드 할 수 있다.

## 배경
2012년 5월 19일, 원 디렉션이 아이튠즈 페스티벌 런던 2012에 참가할 것이라고 발표가 되었다. EP는 영국 잉글랜드 런던의 라운드하우스에서 아이튠즈 페스티벌이 열리는 동안 원 디렉션이 공연한 것을 녹음하여 발매하였다.

## 트랙 리스트
| #  | 제목                         | 재생 시간 |
| -- | ---------------------------- | --------- |
| 1. | 〈What Makes You Beautiful〉 | 3:43      |
| 2. | 〈One Thing〉                | 3:28      |
| 3. | 〈Moments〉                  | 4:39      |
| 4. | 〈More than This〉           | 4:04      |
| 5. | 〈Up All Night〉             | 3:44      |
| 6. | 〈Na Na Na〉                 | 3:39      |

## 차트
| 차트 (2012)     | 최고 순위 |
| --------------- | --------- |
| 미국 빌보드 200 | 140       |

## 발매
| 지역     | 날짜            | 형식            | 레이블 |
| -------- | --------------- | --------------- | ------ |
| 네덜란드 | 2012년 9월 20일 | 디지털 다운로드 | 소니   |
| 미국     | 2012년 9월 20일 | 디지털 다운로드 | 소니   |
| 영국     | 2012년 9월 20일 | 디지털 다운로드 | 소니   |